# Afrithelphusa afzelii
Afrithelphusa afzelii е вид десетоного от семейство Potamonautidae.

## Разпространение
Този вид е разпространен в Сиера Леоне.